# チュニジア王国

チュニジア王国
المملكة التونسية

チュニジア王国は、かつてチュニジアに存在した立憲君主制国家。1956年にフランスから独立したが、わずか1年後に共和制へ移行した。王朝の成立は1705年である。

## 概要
オスマン帝国の宗主権のもとにあった地中海の要所チュニジアに対し、西欧列強は領土的野心を持っていた。1878年のベルリン会議の結果、フランスはチュニジア侵攻を行い、1881年のバルドー条約、1883年のマルサ協定でチュニジアはフランスの保護領となった。国王（ベイ）は名目上の君主となり、事実上の統治者はフランス人となった。
1907年、チュニジア独立を目的とする「青年チュニジア党」が創設され、その後「憲政党」、さらに「新憲政党」に発展した。新憲政党は長期にわたる独立運動を展開し、チュニジアの主権確立をフランスに要求した。このようなチュニジアの民族主義の高まりを受け、フランス政府は1956年にベイのムハンマド8世アル・アミーンを国王にするという条件で独立を受け入れた。初代首相には独立運動を指導したハビーブ・ブルギーバが選出され、ここに「チュニジア王国」が成立した。
しかし、封建的な国王に対する不満が高まり、翌1957年には王制が廃止され、大統領制を採用する共和国「チュニジア共和国」が成立した。大統領となったブルギーバは1959年に憲法を制定し、社会主義政策を採った。